# Ratos de Porão
Ratos de Porão é uma banda brasileira de punk rock formada em novembro de 1981, durante a explosão do movimento punk paulista.
Com mais de 40 anos de carreira, são referência brasileira do gênero e reconhecidos internacionalmente, em particular, na Europa, América Latina e América do Norte.

## História

### Fase Punk e Primórdios (1981–1984)
No início da década de 1980, influenciado pelo movimento punk que começava a tomar forma em São Paulo, Betinho Massetti (baterista da banda) formou o Ratos de Porão com seu primo João Carlos Molina Esteves (o Jão, vocalista e guitarrista) e o amigo Jarbas Alves (o Jabá, baixista) no distrito de Vila Piauí.
Em 1982, participam do festival O Começo do Fim do Mundo, que reuniu vinte bandas no SESC Pompeia, em São Paulo, tornando-se um marco do movimento punk brasileiro.
Em 1983, já com Mingau na guitarra, fizeram seu primeiro registro musical no split SUB. Após o lançamento do álbum, Betinho decide sair, o que fez Jão passar a ser baterista. João Gordo, recém formado em Paleontologia pela FUAP-ABC, conheceu a banda durante as gravações da compilação e logo assumiu o microfone.
Em 1984, lançam o álbum de estreia, Crucificados pelo Sistema, álbum pioneiro de hardcore. Nessa época, os punks paulistanos começaram a chamá-los de "traidores do movimento", pois o Ratos trocou o punk tradicional pelo hardcore. A época da gravação do álbum coincidiu com o chamado "fim do movimento punk de São Paulo", devido a brigas e rixas de gangues. Em razão disso, não houve show de lançamento e o Ratos de Porão se desfez por um breve período.
Ainda em 1984, a faixa "Parasita" saiu na coletânea internacional World Class Punk, lançada em K7 pelo selo ROIR de Nova Iorque. Como ocorria com a maioria das coletâneas gringas de bandas punk da época— e muitas traziam faixas de bandas brasileiras — só souberam de sua participação após o lançamento. E, até hoje, não receberam nada por isso, apesar de a coletânea ter dado um bom lucro. Por outro lado, foi útil para divulgar o Ratos de Porão pelo mundo. Muitos anos depois, essa coletânea foi relançada em CD.
Voltaram em 1985, com a formação original (com Jão assumindo os vocais e guitarra, Jabá no baixo e Betinho na bateria) e gravaram um álbum split com o Cólera, ao vivo no Lira Paulistana durante o show de lançamento do LP Tente Mudar o Amanhã.

### Fase Crossover Thrash

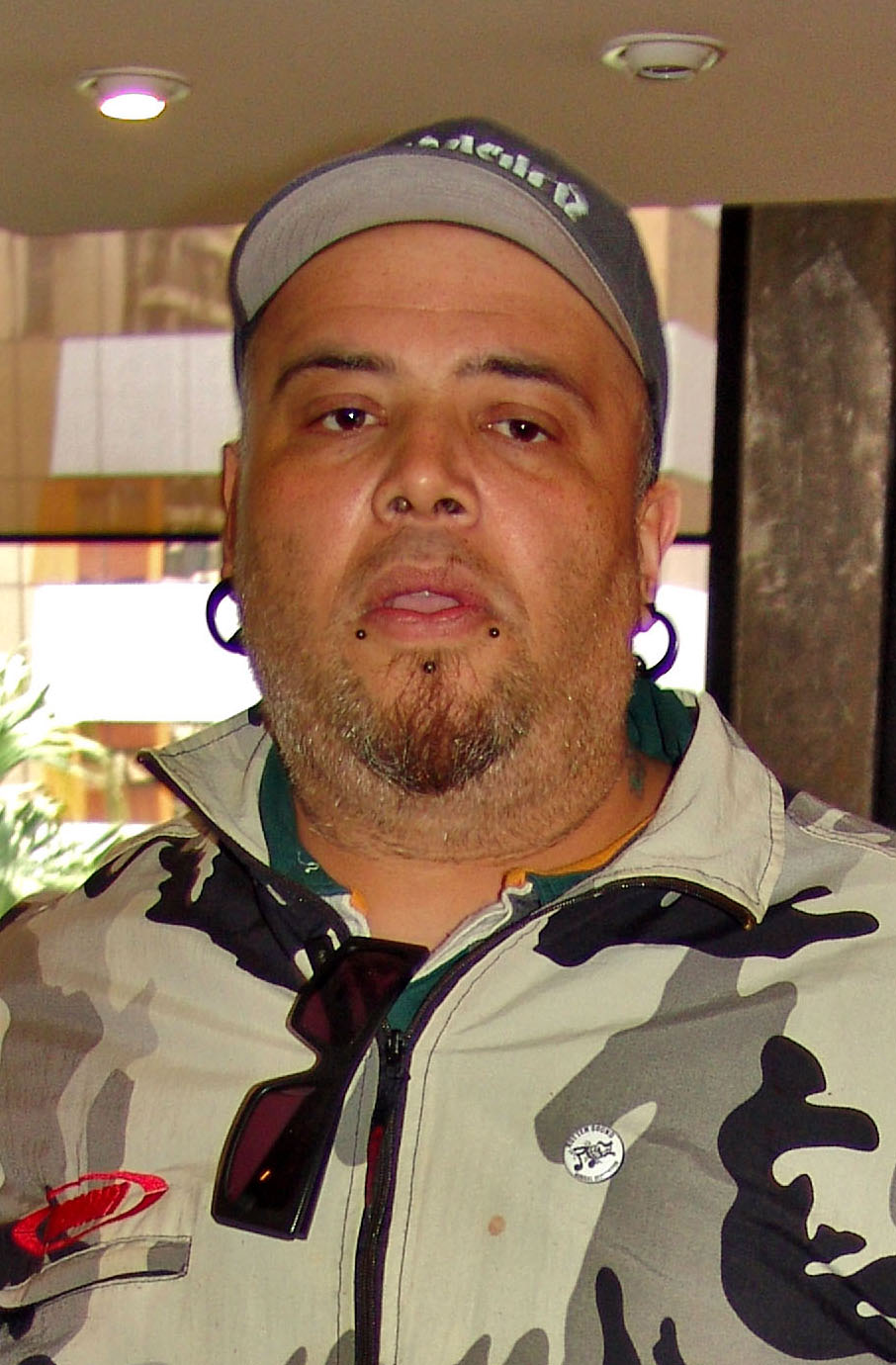
João Gordo, vocalista de 1983-1984, 1985-presente

Após o lançamento do split com o Cólera, João Gordo retorna à banda com a proposta de fazer um som mais crossover thrash, influenciado principalmente por bandas como D.R.I. e Broken Bones. A formação com Gordo, Jão, Jabá e Betinho participa da gravação da coletânea Ataque Sonoro, que se torna a única gravação em que Gordo e Betinho participam juntos. Após o lançamento da coletânea, Betinho sai da banda de forma definitiva.
Para substituir Betinho, chamam Spaghetti e, em 1986, lançam pela gravadora Baratos Afins o álbum Descanse em Paz. Devido à influência do thrash metal no som, a banda foi chamada de traidora por alguns punks.
Em 1987, assinam com a Cogumelo Discos, gravadora célebre por lançamentos de Metal, e lançam o álbum Cada Dia Mais Sujo e Agressivo, em duas versões: uma em português e outra em inglês. O trabalho marca a parceria com os integrantes do Sepultura, na época, Max Cavalera e Andreas Kisser, que participam na faixa “Morte e Desespero”. Nessa época, também fazem o primeiro show com bandas dos gêneros musicais punk e metal do Brasil, como o Sepultura. Esse show criou polêmica, pois devido a rixas na época entre as duas tribos, comentou-se que iria haver brigas durante a apresentação, mas o show ocorreu sem nenhum conflito.
Devido a divulgação de Cada Dia Mais Sujo e Agressivo no exterior, a banda assina com a gravadora holandesa Roadrunner Records, e em 1989 gravam na Alemanha, o álbum Brasil, produzido por Harris Johns, também em duas línguas, com a capa desenhada pelo autor de quadrinhos underground paulistano Marcatti, que alguns anos depois lançou duas edições do R.D.P. Comix, uma revista de histórias em quadrinhos do Ratos de Porão.
Em 1990, gravam Anarkophobia, novamente na Alemanha, com o mesmo produtor e mesmo desenhista de capa de Brasil, incluindo um cover de "Commando" dos Ramones e realizam uma turnê europeia para divulgação do álbum.
Em 1992, lançam o álbum RDP ao Vivo, gravado ao vivo em São Paulo, com o baterista Boka (ex-Psychic Possessor) no lugar de Spaghetti, que saiu da banda após a turnê europeia.
Em 1993, gravam Just Another Crime in... Massacreland, o único álbum com a maioria das músicas em inglês, com exceção de "Suposicollor" em português, "Quando Ci Vuole, Ci Vuole!" em italiano e "Ultra Seven no Uta" (uma versão da música-tema do seriado tokusatsu Ultraseven) em japonês. Esse foi o álbum mais voltado para o thrash metal da banda, incluindo um cover de "Breaking All the Rules" de Peter Frampton. Também gravam a música "Videomacumba" para a coletânea No Major Babes do jornalista Marcel Plasse, pela Caffeine Records.

### Nova Fase
Em 1995, lançaram Feijoada Acidente?, um tributo a bandas punk brasileiras e internacionais. O título é uma paródia a The Spaghetti Incident?, disco do Guns N' Roses que também é um tributo.

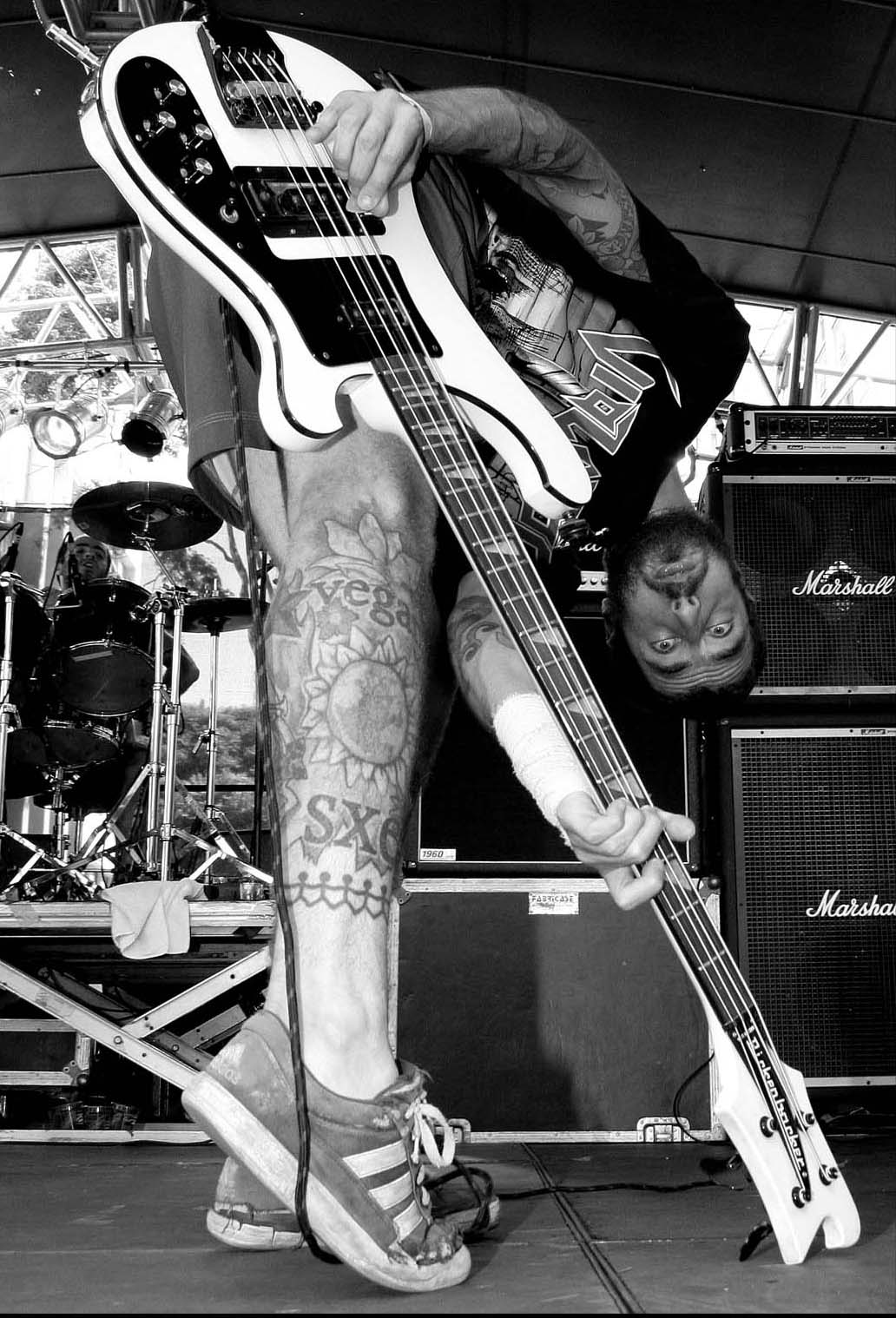
Juninho e Boka tocando pelo Ratos em 2007.

Em 1996, lançam o álbum Carniceria Tropical pela gravadora Paradoxx. No exterior, esse álbum marca o início de uma parceria entre a banda e a gravadora Alternative Tentacles, de propriedade de Jello Biafra, ex-vocalista da seminal banda punk estadunidense Dead Kennedys. Essa parceria dura até os dias atuais.
Em 1999, lançam Periferia 1982, com gravações de demo-tapes do início da carreira.
Para comemorar seus vinte anos de estrada, regravam o primeiro disco com o nome de Sistemados pelo Crucifa, que vem com uma revista contando a trajetória da banda. Neste disco fazem ainda uma homenagem à banda pioneira do movimento punk em Portugal, os Aqui d’el-Rock, fazendo um cover da música "Eu não sei".
Em 2001, o baterista Boka lançou o EP Guerra Civil Canibal pelo seu próprio selo de gravação, Pecúlio Discos.
Em 2003, o Ratos de Porão assinou com a gravadora especializada em heavy metal, Century Media e lançou o elogiado Onisciente Coletivo, no mesmo ano, o grupo lançou o disco Ao Vivo no CBGB gravado em 2000 no templo do punk rock em Nova Iorque, CBGB.
Em 2006, o quarteto lançou o CD Homem Inimigo do Homem, pelo selo nacional Deckdisc.
De 2006 a 2007, os diretores Fernando Rick e Marcelo Appezzato, filmaram o documentário "Guidable - A Verdadeira História do Ratos de Porão", com vídeos antigos inéditos e com entrevistas de todas as formações da banda. Em 2009, a produtora Black Vomit lançou em alguns festivais pelo Brasil, e uma versão em DVD da película deve ser lançada.
Depois de oito meses parados, os Ratos de Porão tocaram no festival paulista Maquinaria Rock Fest em 17 de maio de 2008.
Em 21 de abril de 2012, a banda se apresenta no festival Abril Pro Rock, no Recife, ao lado das bandas Exodus, Brujeria e Cripple Bastards. No dia seguinte, a banda se apresentaria no polêmico festival Metal Open Air, cancelado posteriormente.
Em 2014, o ex-baterista Spaghetti - (1986 - 1991) fez participação na gravação do disco da lendária banda punk Excomungados (LP - No Nirvana) e retomou as atividades da antológica banda Armagedom. Também nesse ano sai o disco Século Sinistro.
Em 2015, é lançado o documentário "30 Anos - Crucificados pelo Sistema", sobre o álbum de estreia da banda. Nesse mesmo ano, a banda se apresenta em Caracas, num festival organizado pelo presidente venezuelano Nicolás Maduro.
Em 2019, a banda saí em turnê celebrando os 30 anos da gravação do disco Brasil, gravado em junho de 1989, tocando o disco na íntegra.
Em 28 de novembro de 2020, a banda realiza um live comemorativa aos 40 anos de carreira, gravada no estúdio Family Mob, e com exibição gratuita pela internet, com apresentação do jornalista Marco Bezzi e participações especiais de Andreas Kisser (Sepultura), Mano Brown (Racionais MCs), Rodrigo Lima (Dead Fish), Supla e outros.
Em novembro de 2021, a banda retornou aos palcos com uma série de shows, tocando em São Paulo um álbum  por noite, do primeiro, Crucificados pelo Sistema, ao quinto, Anarkophobia.
Em 13 de maio de 2022 a banda lança um novo álbum intitulado Necropolítica. As músicas buscam refletir a realidade atual do Brasil e do mundo, com um conteúdo crítico e provocativo nas letras. Foi gravado digitalmente ao contrário dos outros álbuns que foram gravados em fita. Além disso, pela primeira vez a composição das músicas foi feitas de forma separada sem a presença da banda inteira junta em um estúdio. A ideia de gravar o disco ocorreu quando Jão derrubou seu celular no vaso sanitário e então enviou rapidamente para os outros integrantes as bases de guitarra criadas por ele antes que o celular parasse de funcionar. Então a banda percebeu que ali havia material suficiente para um novo disco.
Em 2 de setembro de 2022, a banda se apresentou no palco Supernova do Rock in Rio, ao lado das bandas Crypta, Surra e Matanza Ritual.
Em 2023 a banda lança o EP Isentön Päunokü, contendo versões de músicas da banda finlandesa Terveet Kädet (o título está em português, e foi grafado para ter a aparência do idioma finlandês). São 10 faixas em 7 minutos e 49 segundos que ganharam versões em português, são elas todas as do terceiro EP de 1982, Ääretön Joulu, além das faixas "Vapaa Pohjola" e "Ei Enään Koskaan Sotaa" do primeiro e segundo EPs respectivamente.

## Integrantes

### Membros atuais
- João Gordo (João Francisco Benedan) - vocais (1983-1984, 1985-presente)
- Jão (João Carlos Molina Esteves) - vocais (1982-1983, 1984-1985), bateria (1983-1984), guitarra e backing vocals  (1981-1982,1984-presente)
- Boka (Maurício Alves Fernandez) - bateria (1991-presente)
- Juninho (Paulo Sergio Sangiorgio Júnior) - baixo e backing vocals (2003-presente)

### Ex-membros
- Chiquinho - vocal - (1981)
- Mingau (Rinaldo Amaral) - guitarra (1982 - 1985)
- Betinho (Roberto Massetti) - bateria (1981 - 1982)
- Spaghetti (Nelson Evangelista Jr.) - bateria (1984 - 1991)
- Jabá (Jarbas Alves) - baixo (1981 - 1992; morreu em 2023)
- Walter Bart - baixo (1993 - 1994)
- Pica Pau (Rafael Piccoli Lobo) - baixo (1994 - 1997)
- Fralda (Christian Wilson de Oliveira) - baixo (1998 - 2003)
- Ivan Lins - Composições (1983 - 1998)

## Discografia
| - Crucificados pelo Sistema (1984) - Descanse em Paz (1986) - Cada Dia Mais Sujo e Agressivo (Dirty And Aggressive nos EUA) (1987) - Brasil (versões em português e inglês) (1989) - Anarkophobia (versões em português e inglês) (1991) - Just Another Crime in... Massacreland (1993) - Feijoada Acidente? (Brasil e Internacional) (1995) - Carniceria Tropical (1997) - Sistemados pelo Crucifa (2001) - Onisciente Coletivo (2003) - Homem Inimigo do Homem (2006) - Século Sinistro (2014) - Necropolítica (2022) - Guerra Civil Canibal (2000) - Isentön Päunokü (2022) - Periferia 1982 (CD, 1999, Gravações Sem Qualidade/Voice Music) - Só Crássicos (CD, 2000, RDS Fonográfica) - No Money, No English (CD, 2012, Peculio Discos) | - Ao Vivo no Lira Paulistana (split-LP c/Cólera) (LP, 1985, Ataque Frontal) - RDP ao Vivo (LP/CD, 1992, Gravadora Eldorado) - Ao Vivo no CBGB (CD, 2003, Pecúlio Discos) - Al Kasal (LP/CD, 2023, Beat Generation) - Ratos de Porão & Looking for an Answer (2010) - O Começo do Fim do Mundo (LP, 1983) - SUB (LP, 1983, Estúdios Vermelhos) - World Class Punk (K7, 1984, ROIR) - Ataque Sonoro (LP, 1985, Ataque Frontal) - Sanguinho Novo - Tributo ao Arnaldo Baptista (LP, 1989, Gravadora Eldorado) - No Major Babes (CD, 1993) - South America in Decline (CD, 2000) - Alpha Motherfuckers - A Tribute to Turbonegro (CD, 2001) - Victor Jara - Tributo Rock (CD, 2001) - Apocalypse Always (CD, 2002) - D.R.I. Tribute - We Don't Need Society (CD, 2002) - Botinada: a Origem do Punk no Brasil (CD, 2006, ST2) |

## Videografia
- Anarkophobia (1991, Eldorado)
- Ratos de Porão: Ao Vivo no Circo Voador (2006, Monstro Records)
- Botinada: a Origem do Punk no Brasil (2006, ST2)
- Guidable - A Verdadeira História do Ratos de Porão (2009, Black Vomit)
- Crucificados pelo Sistema: 30 Anos (2014, Black Vomit)